# Giovanni Branca

Giovanni Branca (22. travnja 1571., Sant'Angelo in Lizzola – 24. siječnja 1645., Loreto) bio je talijanski inženjer i arhitekt, zapamćen do danas po uređaju kojeg neki komentatori smatraju pretečom parne turbine.

## Život
Branca je rođen 22. travnja 1571. u Sant'Angelo in Lizzola. Od 1616. Branca je radio u Svetoj kući (kuća u kojoj je prema vjerovanju ukazala Isusova majka - Marija) u Loretu. Imenovan je građaninom Rima 1622. Umro je 24. siječnja 1645. u Loretu

## Le Machine
Branca je osmislio mnogo različitih mehaničkih uređaja te je određeni broj posvetio Cenciju, guverneru Loreta. Objavio ih je u Rimu 1629. godine u formi knjige naslova Le machine. Knjiga sadrži 63 gravure s opisima na talijanskom i latinskom te služi kao primjer Theater of machines žanra, nazvanog prema Bessonovom djelu Theatrum Instrumentorum iz 16. stoljeća. Također valja naglasiti da, iako je Bessonova knjiga lijepo ilustrirana s gravurama, Brancino djelo je mala knjiga ilustrirana relativno lošom kvalitetom drvoreza.
Za razliku od drugih autora, Branca nije tvrdio da je izumitelj mnogih uređaja te je čak u jednom trenutku nesiguran na koji način funkcionira određeni uređaj. 
Brancin takozvani parni stroj pojavljuje se 25. po redu u djelu Le Machine. Sastoji se od kotača s ravnim lopaticama (sličnom mlinskom kotaču) kojeg okreće vodena para proizvedena u zatvorenom kotlu te vođena do lopatica pomoću cijevi (iz tog razloga prihvatljivije bi bilo nazivati takav uređaj parnom turbinom). Branca je predlagao da se stroj koristi za pokretanje mlinova, drobilica, podizanje vode te sječu drva. Ne postoji dokaz da je ovaj stroj poslužio kao predložak kasnijim konstrukcijama parnog stroja te ne predstavlja veliki napredak nad Heronovim aeolipileom .

## Manuale d’Architettura
Brancino djelo Manuale d’Architettura, izdano 1629., smatra se prvim džepnim arhitektonskim vodičem za planiranje i konstruiranje. Iskustvo arhitekta stekao je na nadgledajući radove pri gradnji Svete kuće u Loretu. Na tu poziciju postavio ga je vojvoda Urbina. Ponovno ju je izdao Leonardo de Vegni 1772. godine.
Branca je komunicirao s Benedettom Castellijem te u zadnjem poglavlju vodiča spominje njegov rad. Castellija mnogi smatraju osnivačem hidrodinamike pa ne čudi da je zadnje poglavlje Manuale d’Architettura o rijekama. Jednom prilikom Branca je pisao Castelliju o mlaznici za sifon fontane. Castelli je također svjedočio o nevinosti Brancinog djela  Le Machine pred inkvizicijom.

## Utjecaj Brancinog rada
Nije u potpunosti jasno koliko je bio utjecajan Brancin rad, no poznato je da je Robert Hooke posjedovao Brancina djela.